# Mosteiro de São Bento (João Pessoa)
O Mosteiro de São Bento, localizado no centro histórico da cidade brasileira de João Pessoa, capital do estado da Paraíba, é um conjunto em estilo barroco, construído  pelos monges Beneditinos, formado pelo mosteiro e a igreja, considerado um dos mais importantes do Brasil. A construção do mosteiro data do século XVII, e da igreja, do século XVIII, sendo esta tombada pelo IPHAN (Instituto do Patrimônio Histórico e Artístico Nacional), em 10 de janeiro de 1957. Em 1995 o conjunto foi restaurado e atualmente no seu interior se realizam concertos de música e missas cantadas.

Numa das primeiras iconografias da cidade, denominada ‘Capitania da Paraiba a 6 graos a sul da Equinothial 1609’ e inserida no documento “Relação das praças fortes e coisas de importância que Sua Majestade tem na costa do Brasil”, Diogo de Campos Moreno relata a construção do mosteiro de São Bento na então cidade de Philipeia: 
“Nessa povoação, a que chamam cidade, há três mosteiros, com seus frades, a saber, um de São Francisco, que bastava, mui bem acabado e capaz de muitos religiosos, um do Carmo, que se vai fazendo, e um de São Bento que se fabrica e uma Casa da Misericórdia mui bem lavrada e a Sé mais pobre que todas, porque não é particular (Ministério do Reino, Colecção de plantas, mapas e outros documentos iconográficos, doc. 68, Torre do Tombo, Referência PT/TT/MR/1/68).”  
O complexo formado pela igreja e pelo mosteiro foi construído sob invocação de Nossa Senhora do Monte Serrat. A obra do templo atual iniciou em 1721. Já a primitiva Igreja de São Bento foi construída quando da chegada dos beneditinos em João Pessoa, quando ainda era a Capitania Real da Paraíba, por volta de 1585. Foi um dos primeiros e principais locais para cultos religiosos estabelecidos em João Pessoa. E, segundo o Instituto do Patrimônio Histórico e Artístico da Paraíba, este conjunto se encontra entre os monumentos mais importantes do país, no seu estilo e de sua época.
Em 1921, houve um conflito entre o Mosteiro de São Bento e a jurisdição do então Arcebispo da Paraíba, Dom Adauto Aurélio de Miranda Henriques, o que resultou no fechamento do Mosteiro e seus membros tiveram que ser repartidos para outros mosteiros. Por esta causa permaneceu fechado por anos até ser reaberto em 1995.
O conjunto passou por uma intensa recuperação, tendo suas obras encerrada e reabertura ao público em 1995.

## Ver Também
- Convento e Igreja de Nossa Senhora do Carmo
- Centro Cultural São Francisco
- Centro Histórico de João Pessoa
- Igreja de São Frei Pedro Gonçalves
- Igreja da Misericórdia